# Fritz Fischer (Grafiker)
Fritz Fischer (* 17. März 1911 in Unterwiesenthal; † 17. November 1968 in München) war ein deutscher Zeichner und Buchillustrator.

## Leben
Ab 1921 war Fischer Schüler des Kassberg-Gymnasium in Chemnitz, wo er 1931 das Abitur ablegte. Er begann danach ein Studium an der TH Dresden und  wechselte dann an die Kunstakademie Leipzig (Lehrer Alois Kolb und Walter Tiemann). Seine erste Ausstellung hatte er bereits während des Studiums und nach dessen Abschluss arbeitete Fischer als Pressezeichner für die »Neue Leipziger Zeitung«. 1935 vermittelte ihm Gotthard de Beauclair die erste Buchillustration für den Insel Verlag, Wilhelm Hauffs Märchen Das kalte Herz. Im Krieg war er Luftwaffensoldat und geriet in amerikanische Kriegsgefangenschaft. 1950 erfolgte der Umzug mit seiner Frau und seinen Kindern in ein Dorf auf der Schwäbischen Alb, Weidach bei Blaubeuren, das in der Nähe Ulms liegt. Die zehn Jahre bis zum Umzug nach München im Jahre 1960 waren die produktivste Zeit des Künstlers.
Untrennbar mit den Illustrationen verbunden sind Fischers geschriebene Texte der Erzählungen und Romane. Er schrieb den gesamten Text der Vorlage ab, um sich so dem literarischen Kunstwerk zu nähern: »Auf den ersten Blick mag das in unserer eiligen Zeit unsinnig und unrationell erscheinen. Für mich ist es aber der kürzeste Weg, um zu einem Ergebnis zu gelangen, denn während des Abschreibens dringe ich sehr viel tiefer [...] ein, als es beim bloßen Lesen möglich ist. Das Entscheidende ist aber, dass bei einer solchen Arbeitsweise das Bild organisch aus der Schrift erwächst«.
Text und Zeichnung bilden gleichsam eine Einheit und finden nur schwer typographische Entsprechung in den gedruckten Büchern. Der Künstler suchte sich meist selbst die Vorlagen aus, folgte seinem Gespür und Geschmack und erfüllte selten Verlagsinteressen. Erst nachdem eine Bilderfolge fertiggestellt war, machte er sich daran, Publikationsmöglichkeiten zu finden. Ein Großteil seines Werkes blieb so unveröffentlicht. Es gibt keine Druckgrafik von ihm.

## Buchillustrationen (Auswahl)
- In der Insel-Bücherei (IB) die Märchen, Erzählungen und Novellen:
  - Wilhelm Hauff: Das kalte Herz. (1935 – IB 479)
  - Edgar Allan Poe: Phantastische Erzählungen. (1936 – IB 129/1B)
  - E.T.A. Hoffmann: Die Abenteuer der Silvesternacht. (1941 – IB 276/1)
- Nikolai Leskow: Das Kadettenkloster. Wilhelm Frick Verlag, Wien 1946.
- Georg Christoph Lichtenberg: Aphorismen. Carl Hanser, München 1953.
- Brüder Grimm: Die Schönsten Märchen der Gebrüder Grimm. C. Bertelsmann Verlag, 1957.
- Karl Mahler: Blumen der Schwäbischen Alb. E. Hoffmann Verlag, Heidenheim 1957 (64 farb. Tafeln u. 1 Titeltafel)
- Honoré de Balzac: Glanz und Elend der Kurtisanen. 1958 – Bertelsmann
- Gilbert Keith Chesterton: Das Geheimnis des Pater Brown. Droemersche Verlagsanstalt Th. Knaur Nachf., München-Zürich 1958.
- Edgar Allan Poe: Die Maske des Roten Todes. Erich Hoffmann, Heidenheim 1958.
- Otto Erich Hartleben: Der gastfreie Pastor. Nachwort von C. F. W. Behl. Langen und Müller, München und Wien o. J. [1961]
- Christian Morgenstern: Galgenlieder. Maximilian Dietrich Verlag, Memmingen, 1969.